# Ullensaker
Ullensaker és un municipi situat al comtat d'Akershus, Noruega. Té 34.189 habitants (2016) i té una superfície de 252 km². El centre administratiu del municipi és el poble de Jessheim.